# B-flat

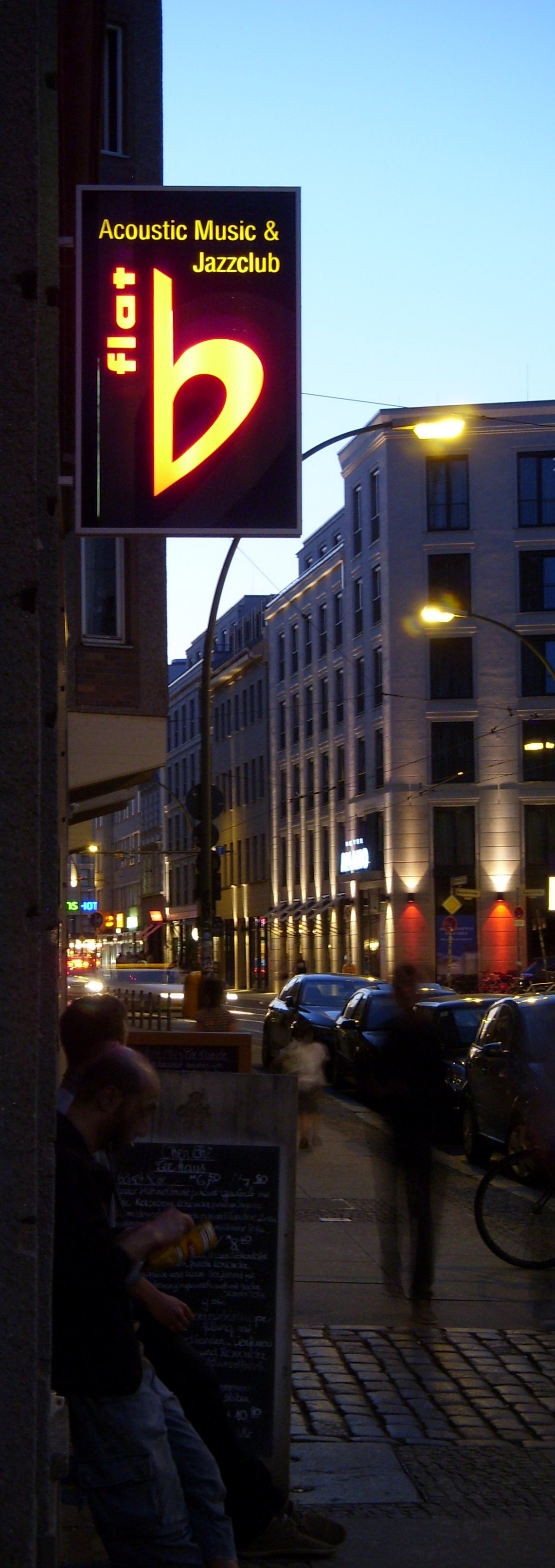
b-flat

Das b-flat (eigentlich: b-flat Acoustic Music & Jazzclub) ist ein Berliner Jazzclub. 
Das b-flat wurde 1995 von den Musiker-Brüdern Jannis Zotos und Thanassis Zotos und dem Schauspieler André Hennicke ins Leben gerufen. Die Programmgestaltung hat seit 1997 Jörg Zieprig übernommen. Gelegen ist der Club nahe dem Hackeschen Markt in der Dircksenstraße 40 im Ortsteil Mitte (von 1995 bis Juni 2016 war der Club in der Rosenthaler Straße 13) und ist fester Bestandteil der Berliner Musik-Szene. Er ist allabendlich geöffnet; es wird täglich Live-Jazz von verschiedenen deutschen, aber auch internationalen Musikern und Formationen gespielt. Das Programm ist innerhalb des Jazz nicht stilistisch festgelegt. Mittwochs finden Jam-Sessions unter Leitung des Bassisten Robin Draganic mit wechselnden Gastmusikern statt.

## Musiker (Auswahl)
Im Club traten u. a. Musiker wie Brad Mehldau, Joe Sample, Ed Partyka, Harry Connick Jr., Johannes Mössinger, Don Braden, Joel Frahm, Aki Takase, Laia Genc, Alexander von Schlippenbach, Pascal von Wroblewsky, Kurt Rosenwinkel, Rigmor Gustafsson, Judy Niemack, Efrat Alony, Sarah Kaiser, Andrea Marcelli, Thomas Siffling, Andreas Schmidt, Johannes Fink, Ernst Bier, Julia Hülsmann, Michael Schiefel, Nicolai Thärichen,  Ray Blue, Larry Porter und Mal Waldron, aber auch Katharina Lehmann, Jürgen Tarrach, Dietrich Petzold und Mikis Theodorakis auf.